# Chevrolet Express
Chevrolet Express і GMC Savana — повнорозмірні фургони виробництва концерну General Motors. Вони прийшли на зміну Chevrolet Van і GMC Vandura в 1996 році. Автомобілі оснащаються заднім приводом (серія G) і приводом на всі колеса (серія H), Поряд зі стандартним кузовом фургона, розробленим для комерційного застосування, є машини швидкої допомоги, автобуси, будинки на колесах і невеликі вантажівки.

## Опис

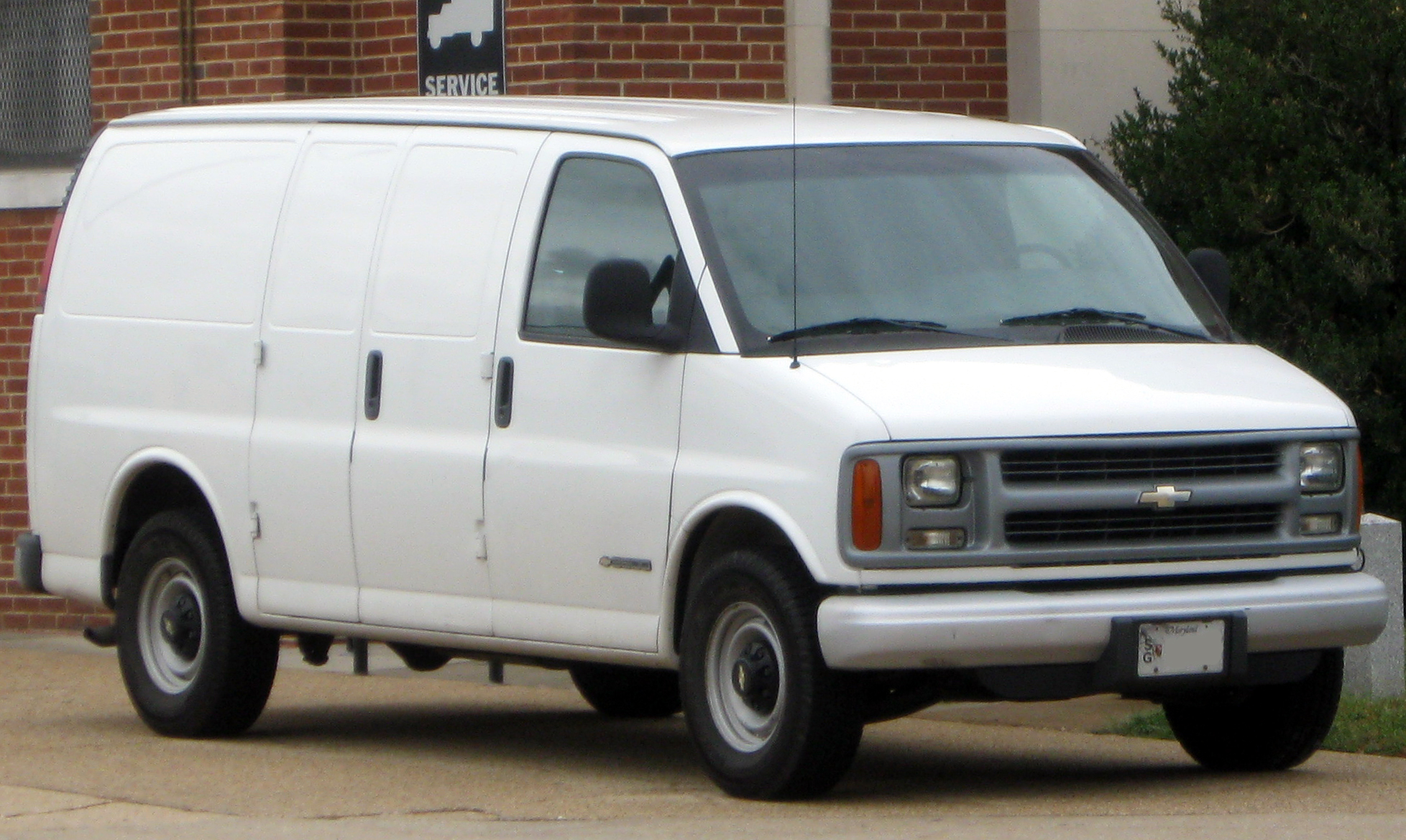
Chevrolet Express Van (1996-2002)

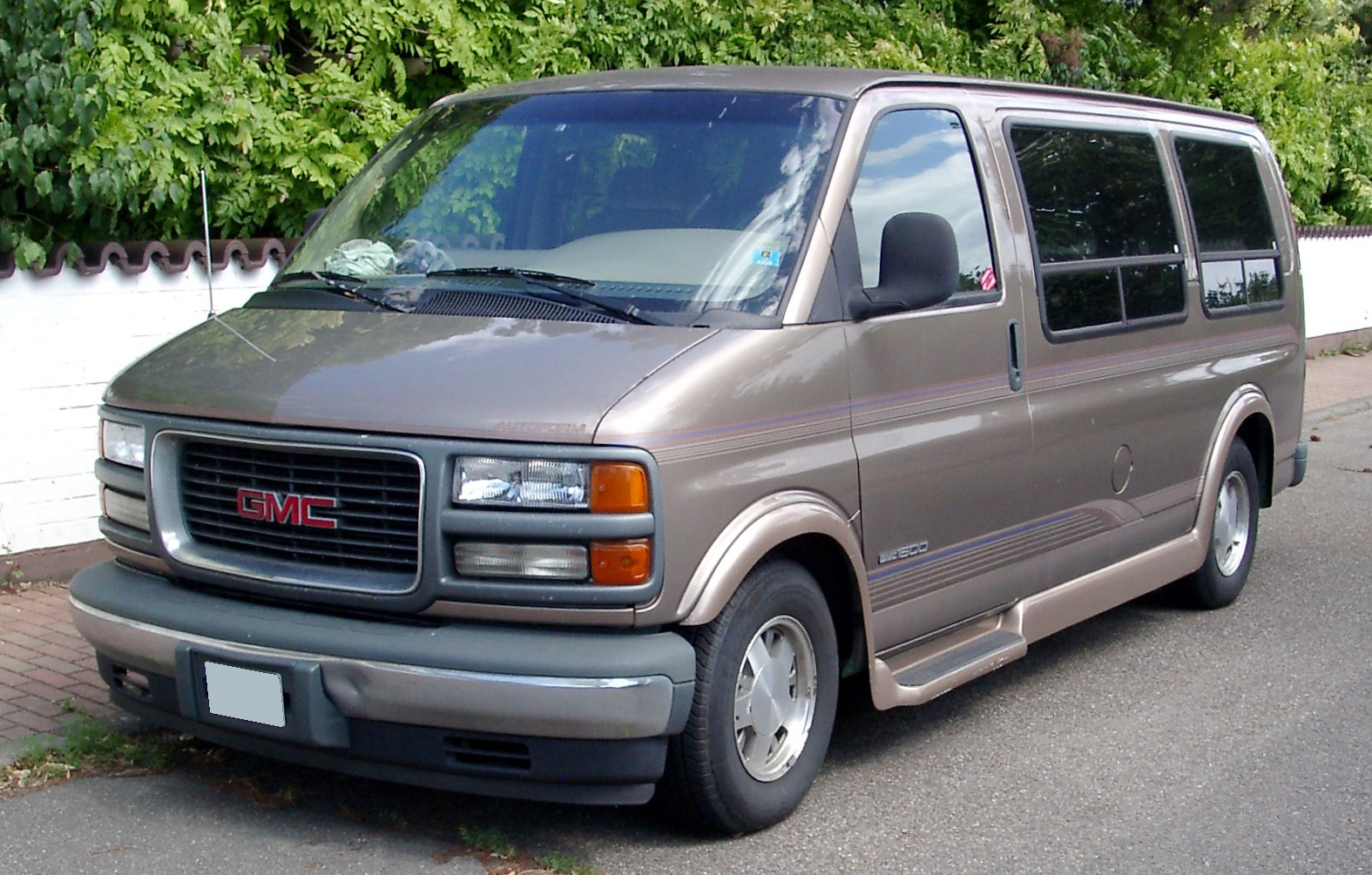
GMC Savana (1996-2002)

У 1996 модельному році Chevrolet замінив Chevrolet Van серії G на Chevrolet Express (зберігаючи Chevrolet Van для вантажних фургонів). Перший абсолютно новий дизайн для лінійки повнорозмірних фургонів General Motors з 1971 року, лінійка моделей пропонувалася у варіантах пасажирського та вантажного фургонів (останній спочатку зберіг назву Chevrolet Van), а GMC замінила Vandura/Rally на Savana. Поряд із першим суттєвим редизайном лінійки моделей за 25 років, GM передбачив значне зростання повнорозмірного сегменту до кінця 1990-х років.
У значній функціональній зміні передня вісь була переміщена вперед на 10 дюймів, фактично вивівши передні колеса з салону; разом із покращенням простору для ніг спереду, конструкція дозволила зменшити висоту кроку (поліпшення доступу). Незважаючи на ті ж двигуни, що й у попередній лінійці моделей, розмір кришки двигуна було зменшено, що ще більше збільшило простір для переднього пасажира. На всіх транспортних засобах із загальною допустимою максимальною допустимою допустимою вагою до 8500 фунтів (серії 1500 і 2500) Express був представлений зі стандартними подвійними подушками безпеки; на 1997 рік подвійні подушки безпеки були стандартизовані для всіх версій модельного ряду.
У 1999 році в лінійку моделей було внесено кілька незначних функціональних змін. У більш помітному оновленні Chevrolet повністю скасував табличку Chevrolet Van, а вантажний фургон перейменували на Express Cargo Van.

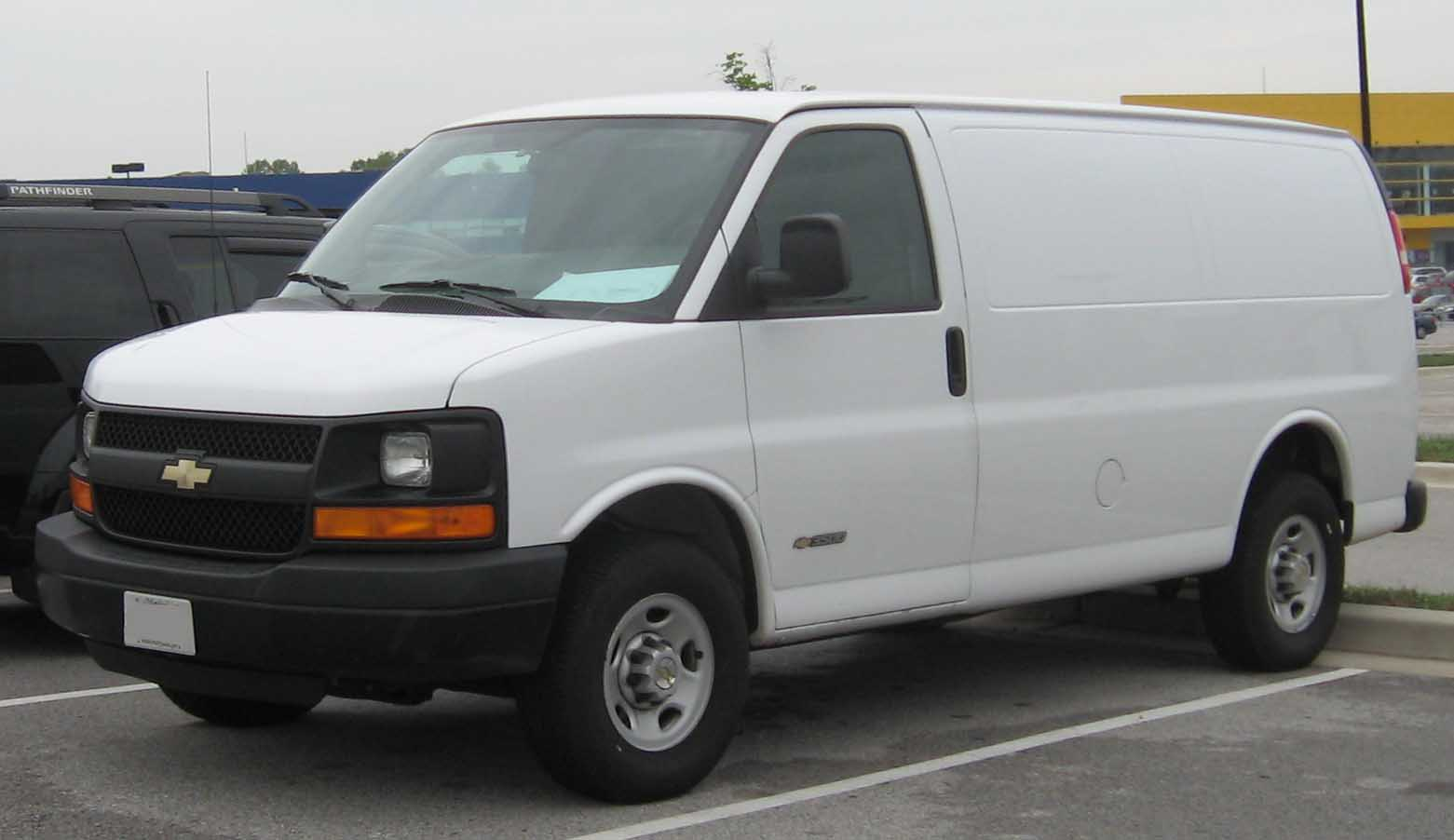
Chevrolet Express Van (з 2003)

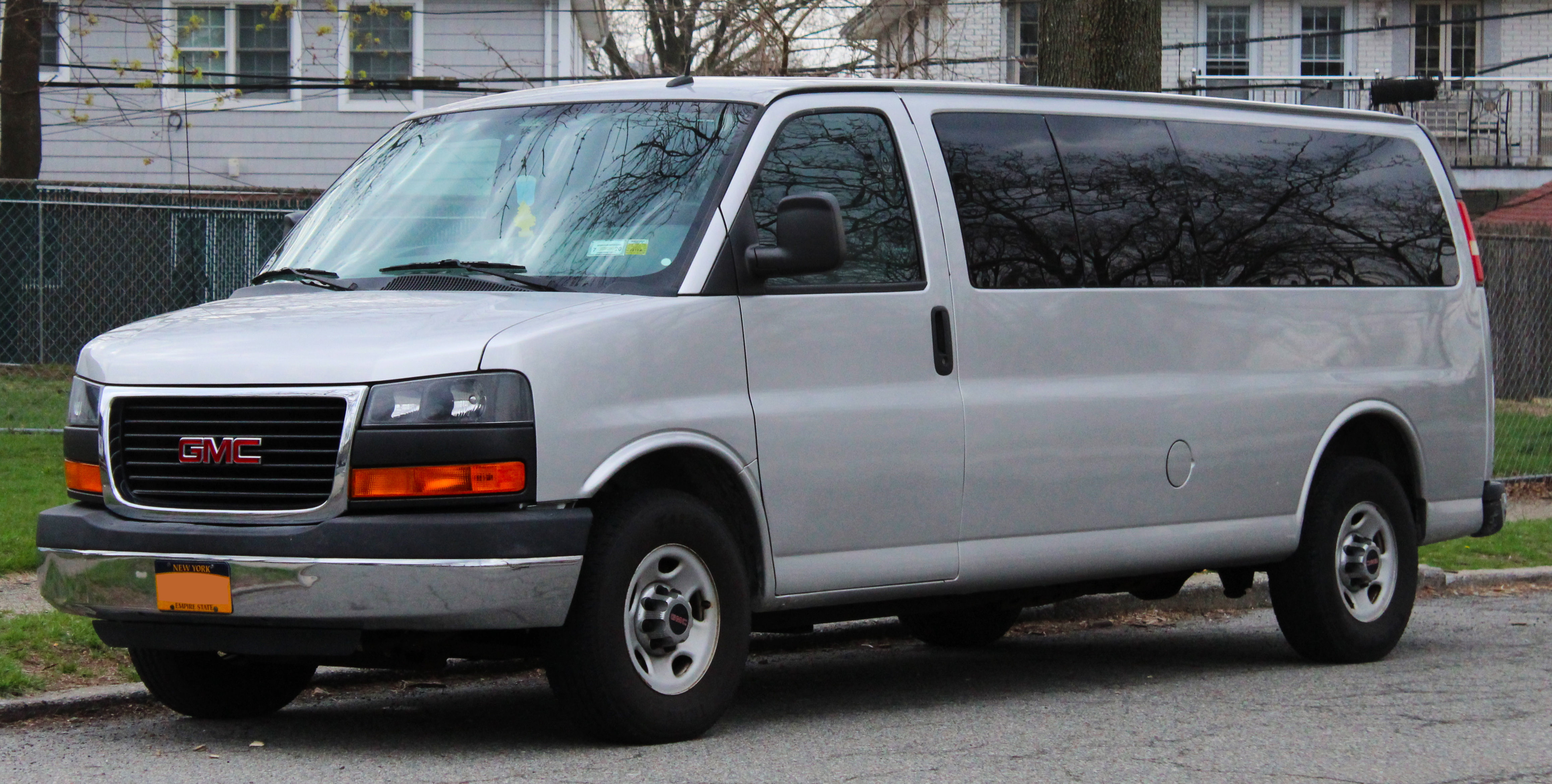
GMC Savana 3500 (з 2003)

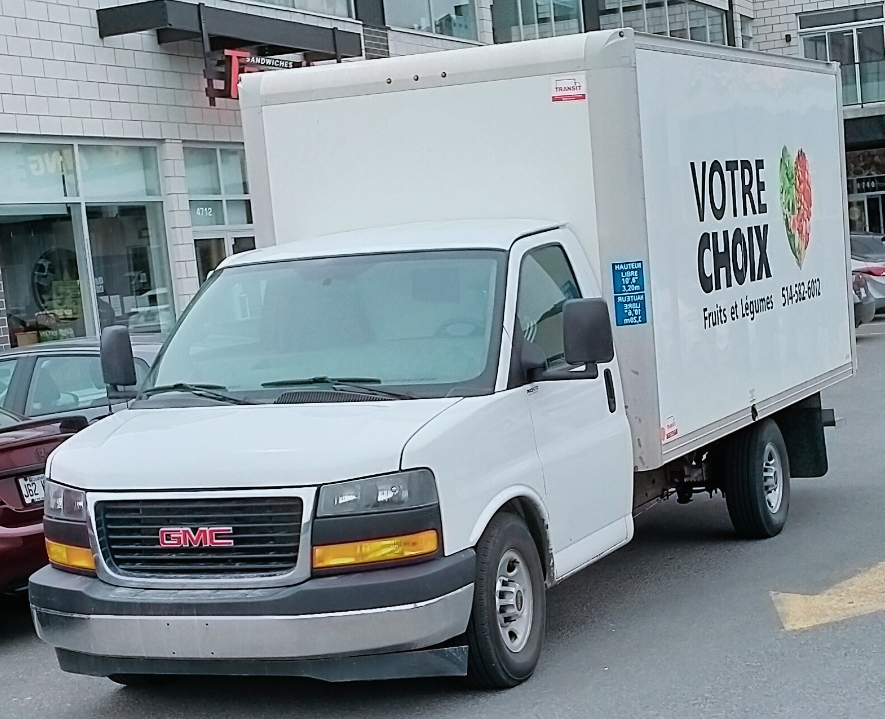
GMC Savana Cutaway (з 2003)

У 2003 році Express пройшов модернізацію. Поряд із суттєвими оновленнями рами та шасі було переглянуто передню частину кузова. Нова передня панель (розроблена як покращена зона зминання) була наближена до повнорозмірних пікапів GMT800, представлених у 1999 році, вирізняючись вищою лінією капота; модельний ряд також представив певний ступінь спільності деталей між двома модельними лініями. Приладова панель зазнала редизайну; поряд із додаванням двоступеневих подушок безпеки, в інтер’єрі додали мультиплексну проводку (додавання підвищеної функціональності внутрішньої електричної системи).
Express пропонувався з розділеними панельними дверима 60/40 на пасажирській стороні автомобіля; у першому (починаючи з вантажного фургона Corvair) була додана опція для сторони водія, щоб отримати ті самі двері з розділеними панелями; ця опція була обмежена кузовом стандартної довжини (потрібні двері з обох сторін). Опція дверей з роздільною панеллю 60/40 з боку водія була доступна принаймні до 2014 модельного року.
З 2004 року на всіх венах встановлюється ESP. Доступні бензинові і дизельні двигуни об'ємом від 4,3 до 6,6 літрів. Автомобілі оснащуються 4-х і 6-ти ступінчастою АКПП.
У 2008 році пасажирський фургон Express отримав бічні шторки безпеки та стандартний контроль стійкості (введений для фургонів серії 3500 у 2005 році); кермове колесо, сидіння та приладова панель також були перероблені.
У 2011 році приладова панель отримала оновлення (включаючи сумісність з Bluetooth і порт USB). У 2013 році пасажирські фургони вищої комплектації отримали додаткову систему навігації, камеру заднього виду та систему допомоги при паркуванні.
У червні 2014 року було оголошено про припинення випуску версії 1500. Їй на зміну прийшов Chevrolet City Express.
У 2015 році всі радіоприймачі отримали цифрове налаштування, а на приладову панель було додано розетку на 120 вольт. 
У 2018 році Express відмовився від фар з герметичним світлом у всіх моделях, прийнявши чотири композитні фари пасажирських фургонів вищої комплектації. 
У 2019 році пасажирські фургони вищої комплектації отримали системи попередження про виїзд зі смуги руху та функції попередження про зіткнення.
Повний привід (AWD) пропонувався як опція для модельних років 2003-2014. Моделі з повним приводом поставлялися виключно з 5,3-літровим V8 від GM.
У 2022 році опційний CD-програвач припинили встановлювати. На початку свого 26-го року виробництва Chevrolet Express обійшов свого попередника третього покоління Chevrolet Van серії G за довговічністю виробництва.
На момент поточного виробництва, платформа GMT610, як очікується, буде випускатися в її нинішньому вигляді до 2026 модельного року. Спочатку планувався замінити повністю електричним автомобілем (з використанням технології акумуляторів GM Ultium ), заснованим на BrightDrop Zevo,  але пізніше плани були переглянуті на користь суттєвого перегляду існуючої платформи для 2027 модельного року (під кодом моделі GMT620); жодних подробиць про GMT620 не було оприлюднено, хоча технологію Ultium було повністю відхилено на користь збереження лінійки двигунів внутрішнього згоряння.
 

У лютому 2024 року GM відмовилася від своїх планів випускати електричний повнорозмірний фургон; статус редизайну GMT620 також невідомий, що залишило модельний ряд без заміни після 2025–2026 модельного року.

## Двигуни
- 4.3 л Vortec 4300/L35 V6 195 к.с. (1996-2001)
- 4.3 л Vortec 4300/LU3 V6 200 к.с. (2002-теперішній час)
- 4.8 л Vortec 4800/L20 Flex-fuel V8 270 к.с. (2500/3500, 2010-теперішній час)
- 5.0 л Vortec 5000/L30 V8 220 к.с. (1996-2002)
- 5.3 л Vortec 5300/LMF Flex-fuel V8 285 к.с. (2008-теперішній час)
- 5.7 л Vortec 5700 L31 V8 250 к.с. (1996-2002)
- 6.0 л Vortec 6000/L96 Flex-fuel V8 300 к.с. (2010-теперішній час)
- 6.0 л Vortec 6000/LC8 V8 300 к.с. (2018–теперішній час)
- 6.5 л V8
- 7.4 л V8 290 к.с. (1996-2000)
- 8.1 л Vortec 8100/L18 V8 345 к.с. (2001-2002)
- 6.5 л V8 turbo-diesel 190 к.с. (1996-2002)
- 6.6 л Duramax LMM V8 turbo-diesel 250/260 к.с. (2010-2016)
- 2.8 л Duramax I4 turbo-diesel 181 к.с. (2017–наш час)

## Продажі
| Календарний рік | США     | Канада |
| --------------- | ------- | ------ |
| 2002            | 100,983 | н/д    |
| 2003            | 104,734 | н/д    |
| 2004            | 114,562 | 6626   |
| 2005            | 127,585 | 6056   |
| 2006            | 123,195 | 7301   |
| 2007            | 114,730 | 7237   |
| 2008            | 86,986  | 5271   |
| 2009            | 54,302  | 4494   |
| 2010            | 59,753  | 4422   |
| 2011            | 71,943  | 4875   |
| 2012            | 76,808  | 5077   |
| 2013            | 79,087  | 4642   |
| 2014            | 79,352  | 4676   |
| 2015            | 63,382  | 3337   |
| 2016            | 68,007  | 4164   |